# Vlastimir Đorđević
Vlastimir Đorđević (ur. w 1948 w Koznicy) – serbski generał policji.
Đorđević jest absolwentem wydziału prawa Uniwersytetu Belgradzkiego. W czasie konfliktu zbrojnego na Bałkanach pełnił funkcję wiceministra spraw wewnętrznych i naczelnika Służby Bezpieczeństwa Publicznego w jugosłowiańskim MSW. Oskarża się go o zbrodnie wojenne popełnione w latach 1998–1999 w Kosowie na ludności albańskiej.
17 czerwca 2007 r. został aresztowany w Czarnogórze, w pobliżu miasta Budva. 28 stycznia 2014 roku został skazany przez Międzynarodowego Trybunału w Hadze na 18 lat pozbawienia wolności.